# Fuerzas enemigas desarmadas

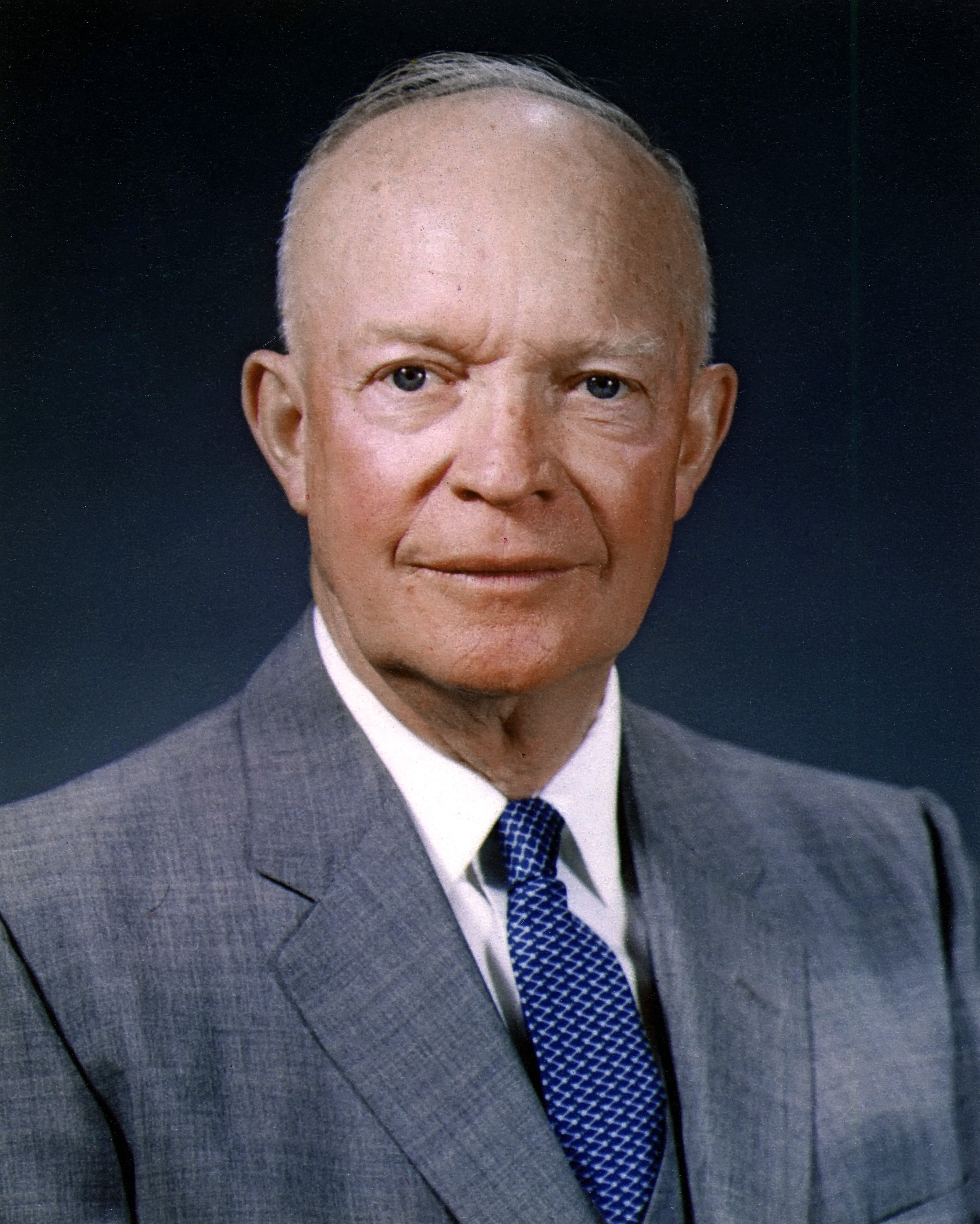
Eisenhower, responsable de la DEF

Las Fuerzas enemigas desarmadas  (DEF) era una designación estadounidense para los soldados que se rindieron a un adversario después de que cesaron las hostilidades, y para los prisioneros de guerra que se habían rendido y estaban retenidos en campamentos en territorio alemán ocupado en ese momento. Fue la designación de prisioneros alemanes impuesta por el general Dwight D. Eisenhower en la Alemania ocupada.

## Historia
El 10 de marzo de 1945, un documento enviado al Estado Mayor Conjunto por la Comisión Consultiva Europea recomienda la creación de una nueva clase de prisioneros, DEF, que al entregarse sin sus armas, a diferencia de los prisioneros de guerra definidos en la Convención de Ginebra, no serían alimentados por el ejército tras la rendición de la Alemania nazi. 
Esta propuesta nace como solución a la imposibilidad de los Aliados de alimentar a los millones de prisioneros alemanes.
El 26 de abril de 1945, el Estado Mayor Conjunto aprobó la propuesta para los prisioneros de guerra en manos de Estados Unidos. También ordenaron que el estado de las DEF se tuviera que mantener en secreto.

## Controversia
En su libro de 1989 Otras pérdidas , James Bacque afirmó que Dwight Eisenhower causó la muerte de 790.000 cautivos alemanes en campos de internamiento debido a enfermedades, hambre y frío desde 1944 hasta 1949. Bacque acusa que algunas de estas muertes fueron soldados designados por la DEF. que podrían recibir un trato severo porque no caen dentro de las protecciones de la Convención de Ginebra. Stephen Ambrose , director del Centro Eisenhower de la Universidad de Nueva Orleans , también organizó una conferencia de ocho historiadores británicos, estadounidenses y alemanes, que disputaron las afirmaciones de Bacque.
Niall Ferguson escribió que los "cálculos de Bacque exageran enormemente tanto el número de alemanes capturados por los estadounidenses como su mortalidad". Sin embargo, Ambrose admitió que "nosotros, como estadounidenses, no podemos eludir el hecho de que sucedieron cosas terribles. Y sucedieron al final de una guerra en la que luchamos por la decencia y la libertad, y no son excusables".